# BTV (Bulgarien)
bTV (Bulgarisch бТВ) ist ein bulgarischer Fernsehsender, der von bTV Media Group betrieben wird.

## Geschichte
bTV wurde im Jahr 2000 als erster privater Fernsehsender Bulgariens gegründet. Der Sendebeginn war der 1. Juni 2000. Das Fernsehprogramm kann terrestrisch und über Kabel empfangen werden. Seit 2011 kann bTV auch über Satellit empfangen werden.
Die Programminhalte werden über Werbung finanziert. Der Werbeumsatz für das Jahr 2009 lag bei 150,6 Millionen lv und das EBITA bei 64,5 Millionen lv.

## Programm
| Shows | Reality-Shows                                                                    | TV-Serien | Sitcoms                        | Telenovelas |
| --- | -------------------------------------------------------------------------------- | --- | ------------------------------ | --- |
| - Die Show von Slawi - Liebe ohne Grenzen - Das andere Bulgarien – über ausgewanderte Bulgaren in der ganzen Welt - Bon Appetit – Kochsendung | - Music Idol – die bulgarische Version von American Idol - Survivor BG - Fermata | - 24 - 4400 – Die Rückkehrer - Battlestar Galactica - Desperate Housewives - Ghost Whisperer – Stimmen aus dem Jenseits - Grey’s Anatomy - Merlin – Die neuen Abenteuer - Monk - O.C., California | - Friends - Malcolm mittendrin | - Amores de Mercado - Belisima - Amarte Asi - Amar Sin Limites - Marina (Telenovela) - La Viuda de Blanco - Heridas de Amor - Tierra de Pasiones - Madre Luna |